# Muntanya del Paborde
La Muntanya del Paborde és una serra situada al municipi d'Alp, a la comarca del Baixa Cerdanya, amb una elevació màxima de 1.745 metres.